# Paulilatino
Paulilatino – miejscowość i gmina we Włoszech, w regionie Sardynia, w prowincji Oristano.
Według danych na rok 2004 gminę zamieszkiwało 2516 osób, 24,4 os./km². Graniczy z Abbasanta, Bauladu, Bonarcado, Fordongianus, Ghilarza, Santu Lussurgiu, Solarussa, Villanova Truschedu i Zerfaliu.